# 花心大少
《花心大少》是1983年邵氏出品的一部香港愛情喜劇電影，由王晶執導。

## 劇情大綱
花花公子嚴錢聲（傅聲）搶走了闊氣大少（陳百祥）追求的對象粵劇名伶余麗珍（劉雪華）。可是嚴錢聲碰上情聖華倫天（謝賢）可就不是對手了，不但被華倫天扯了後腿搶走余麗珍，還賭氣要追名媛毛盈盈（錢慧儀）板回顏面給華倫天看。不料，毛盈盈的父親黑幫老大毛仁聖（石堅）強逼嚴錢聲與其女毛盈盈結婚，反而這時候才發覺自己真正喜歡的是看護阿妹（鍾楚紅），但是阿妹因為嚴錢聲要結婚所以想回加拿大，嚴錢聲最後逃離毛仁聖手掌，跑到機場追回阿妹。

## 劇中人物
- 嚴錢聲（傅聲）
- 華倫天（謝賢）
- 阿妹（鍾楚紅）
- Lolanto（陳百祥）
- 余麗珍（劉雪華）
- 毛盈盈（錢慧儀）
- 毛仁聖（石堅）
- 嚴母（李香琴）

## 外部連結
- 香港影庫上《花心大少》的資料（繁體中文）
- 開眼電影網上《花心大少》的資料（繁體中文）
- 豆瓣电影上《花心大少》的資料 （简体中文）
- 时光网上《花心大少》的資料（简体中文）
- AllMovie上《花心大少》的资料（英文）
- 互联网电影数据库（IMDb）上《花心大少》的资料（英文）